# Olympische Winterspiele 1992/Shorttrack
Bei den XVI. Olympischen Spielen 1992 in Albertville fanden vier Wettbewerbe im Shorttrack statt. Austragungsort war die Halle Olympique. Diese Sportart war erstmals offizieller Bestandteil des olympischen Programms, nachdem sie vier Jahre zuvor noch Demonstrationssportart gewesen war.

## Bilanz

### Medaillenspiegel
| Platz | Land                | Gold | Silber | Bronze | Gesamt |
| ----- | ------------------- | ---- | ------ | ------ | ------ |
| 1     | Südkorea            | 2    | –      | 1      | 3      |
| 2     | Kanada              | 1    | 2      | –      | 3      |
| 3     | Vereinigte Staaten  | 1    | 1      | –      | 2      |
| 4     | Volksrepublik China | –    | 1      | –      | 1      |
| 5     | Japan               | –    | –      | 1      | 1      |
| 5     | Nordkorea           | –    | –      | 1      | 1      |
| 5     | Vereintes Team      | –    | –      | 1      | 1      |

### Medaillengewinner
| Konkurrenz     | Gold                                                    | Silber                                                                                  | Bronze                                                                    |
| -------------- | ------------------------------------------------------- | --------------------------------------------------------------------------------------- | ------------------------------------------------------------------------- |
| 1000 m         | Kim Ki-hoon                                             | Frédéric Blackburn                                                                      | Lee Joon-ho                                                               |
| 5000 m Staffel | Südkorea Kim Ki-hoon Lee Joon-ho Mo Ji-soo Song Jae-kun | Kanada Frédéric Blackburn Laurent Daignault Michel Daignault Sylvain Gagnon Mark Lackie | Japan Yūichi Akasaka Tatsuyoshi Ishihara Toshinobu Kawai Tsutomu Kawasaki |

| Konkurrenz     | Gold                                                                 | Silber                                                                        | Bronze                                                                                      |
| -------------- | -------------------------------------------------------------------- | ----------------------------------------------------------------------------- | ------------------------------------------------------------------------------------------- |
| 500 m          | Cathie Turner                                                        | Li Yan                                                                        | Hwang Ok-sil                                                                                |
| 3000 m Staffel | Kanada Angela Cutrone Sylvie Daigle Nathalie Lambert Annie Perreault | Vereinigte Staaten Darcie Dohnal Amy Peterson Cathie Turner Nikki Ziegelmeyer | Vereintes Team Julija Allagulowa Natalja Komjatschilowa Wiktorija Troizkaja Julija Wlassowa |

## Männer

### 1000 m
| Platz | Land | Sportler           | Zeit (min) |
| ----- | ---- | ------------------ | ---------- |
| 1     | KOR  | Kim Ki-hoon        | 1:30,76    |
| 2     | CAN  | Frédéric Blackburn | 1:31,11    |
| 3     | KOR  | Lee Joon-ho        | 1:31,16    |
| 4     | NZL  | Michael McMillen   | 1:31,32    |
| 5     | GBR  | Wilf O’Reilly      | 1:36,24    |
| 6     | BEL  | Geert Blanchart    | 1:36,28    |
| 7     | CAN  | Mark Lackie        | 1:36,28    |
| 8     | CAN  | Michel Daignault   | 1:37,10    |

Datum: 20. Februar 1998
28 Teilnehmer, davon 26 in der Wertung.

### 5000 m Staffel
| Platz | Land | Sportler                                                                         | Zeit (min) |
| ----- | ---- | -------------------------------------------------------------------------------- | ---------- |
| 1     | KOR  | Kim Ki-hoon Lee Joon-ho Mo Ji-soo Song Jae-kun                                   | 7:14,02    |
| 2     | CAN  | Frédéric Blackburn Laurent Daignault Michel Daignault Sylvain Gagnon Mark Lackie | 7:14,06    |
| 3     | JPN  | Yūichi Akasaka Tatsuyoshi Ishihara Toshinobu Kawai Tsutomu Kawasaki              | 7:18,18    |
| 4     | NZL  | Mike McMillen Andrew Nicholson Chris Nicholson Tony Smith                        | 7:18,91    |
| 5     | FRA  | Marc Bella Arnaud Drouet Rémi Ingres Claude Nicouleau                            | 7:26,09    |
| 6     | GBR  | Nicky Gooch Stuart Horsepool Matt Jasper Wilf O’Reilly                           | 7:29,46    |
| 7     | AUS  | Kieran Hansen John Kah Andrew Murtha Richard Nizielski                           | 7:32,57    |
| 8     | ITA  | Orazio Fagone Hugo Herrnhof Roberto Peretti Mirko Vuillermin                     | 7:32,80    |
| 9     | BEL  | Geert Blanchart Geert De Jonghe Alain De Ruyter Franky Van Hooren                | 8:32,51    |

Datum: 22. Februar 1992

## Frauen

### 500 m
| Platz | Land | Sportler          | Zeit (min) |
| ----- | ---- | ----------------- | ---------- |
| 1     | USA  | Cathie Turner     | 0:47,04    |
| 2     | CHN  | Li Yan            | 0:47,08    |
| 3     | PRK  | Hwang Ok-sil      | 0:47,23    |
| 4     | NED  | Monique Velzeboer | 0:47,28    |
| 5     | EUN  | Marina Pylajewa   | 0:48,42    |
| 6     | CAN  | Nathalie Lambert  | 0:48,50    |
| 7     | EUN  | Julija Wlassowa   | 0:48,70    |
| 8     | CHN  | Wang Xiulan       | 1:34,12    |

Datum: 20. Februar 1998
27 Teilnehmerinnen, davon 25 in der Wertung.

### 3000 m Staffel
| Platz | Land | Sportlerinnen                                                                | Zeit (min) |
| ----- | ---- | ---------------------------------------------------------------------------- | ---------- |
| 1     | CAN  | Angela Cutrone Sylvie Daigle Nathalie Lambert Annie Perreault                | 4:36,62    |
| 2     | USA  | Darcie Dohnal Amy Peterson Cathie Turner Nikki Ziegelmeyer                   | 4:37,85    |
| 3     | EUN  | Julija Allagulowa Natalja Komjatschilowa Wiktorija Troizkaja Julija Wlassowa | 4:42,69    |
| 4     | JPN  | Mie Naito Rie Satō Hiromi Takeuchi Nobuko Yamada                             | 4:44,50    |
| 5     | FRA  | Valérie Barizza Sandrine Daudet Murielle Leyssieux Karine Rubini             | 4:43,32    |
| 6     | NED  | Priscilla Ernst Joëlle van Koetsveld Monique Velzeboer Simone Velzeboer      | 4:47,21    |
| 7     | ITA  | Marinella Canclini Maria Rosa Candido Katia Colturi Cristina Sciolla         | 4:47,31    |
| 8     | CHN  | Li Yan Wang Xiulan Zhang Yanmei Zheng Chunyang                               | DSQ        |

Datum: 20. Februar 1992